# The Last Question
The Last Question är en science fiction-novell av Isaac Asimov. Den publicerades först i novembernumret av Science Fiction Quarterly 1956, och har sedan dess omtryckts i novellsamlingarna Nine Tomorrows (1959), The Best of Isaac Asimov (1973) och Robot Dreams (1986), samt i den retrospektiva Opus 100 (1969). Novellen är del av en löst sammanhållen serie som handlar om en fiktiv dator vid namn Multivac.

## Historia
Asimov fick idén till Multivac från de trender mot centralisering som karaktäriserade datortekniken under 50-talet. Med utgångspunkt från dessa extrapolerade han en otroligt kraftfull global dator som i Multivacnovellerna är centralt skött och planerad. Efter att ha sett en anpassad version av "The Last Question" visas i Abrams Planetarium på Michigan State University, där Leonard Nimoy utgjorde berättarrösten, slöt sig Asimov 1966 till att det var den bästa science fiction-novell han hittills skrivit. Novellen anpassades även för Strasenburgh Planetarium i Rochester, New York 1969, under överseende av Ian C. McLennan.

## Handling
| ” | Den sista frågan ställdes för första gången till hälften på skämt den 21 maj 2061, då mänskligheten för första gången tog steget ut i ljuset. Frågan uppstod som ett resultat av några groggar samt ett vad på fem dollar, vilket kom att äga rum på det här sättet... | „ |

Novellen handlar om en mänsklighetens utveckling och universums framtid genom triljoner år, och dess relation till artificiell intelligens, som här representeras av en superdator vilken i novellens början kallas Multivac.
Berättelsen tar sin början 2061 och utspelar sig därefter genom lösryckta scener som var och en utspelar sig allt längre in i universums och mänsklighetens avlägsna framtid. Den röda tråden i berättelsens handling utgörs av en fråga (novellens titulära "sista fråga") som genom mänsklighetens utveckling ställs av olika individer till den alltmer kraftfulla och gudaliknande Multivac. Frågan är alltid densamma; nämligen huruvida det hot mot människans existens som utgörs av universums värmedöd eventuellt skulle kunna gå att avvärja. Frågan kan också beskrivas som huruvida det skulle vara möjligt att vända på termodynamikens andra lag, som i berättelsen utgör den kraft som ökar mängden entropi i universum. Trots att Multivac och dess efterföljare genom mänsklighetens långa utveckling blir allt kraftfullare och kunnigare finner sig datorn ändå vid varje tillfälle oförmögen att svara på frågan, och meddelar i stället endast att "DATA ÄR OTILLRÄCKLIGA FÖR ETT MENINGSFULLT SVAR".
I novellens sista scen betraktar mänsklighetens posthumanistiska, gudalika avkomlingar hur universum trots alla deras ansträngningar till slut ändå närmar sig värmedöden. Innan mänskligheten överför sitt kollektiva medvetande till "AC", som vid detta tillfälle är Multivacs obegripligt komplexa ultimata efterföljare, ställer de därför ändå frågan en sista gång. AC är fortfarande oförmögen att svara men fortsätter ändå att begrunda frågan efter att tid och rum har upphört att existera. Slutligen upptäcker AC svaret, men det finns inte längre någon människa att ge det till; universum har redan utplånats. AC bestämmer sig därför att svara genom att praktiskt demonstrera svaret, och upphäver entropin genom att återskapa universum och människan. Historien slutar med AC:s uttalande:
| ” | Och AC sa "Varde ljus!" Och det vart ljus-- | „ |